# Infernet
Infernet è un film del 2015 diretto da Giuseppe Ferlito e uscito nelle sale nel 2016.

## Trama
Cinque storie si intersecano tra di loro come accade col meccanismo della rete, di cui vengono evidenziate le possibili derive, ma, nel finale, anche un utilizzo costruttivo del mezzo. Le vicende ruotano intorno a una banda di adolescenti della classe borghese di Verona, dedita al consumo di droghe leggere e alcol, che si macchiano di gravissimi reati, omicidio compreso.
Don Luciano, un prete anticonvenzionale, moderno ed impegnato costantemente in campagne mediatiche a sostegno dei bambini immigrati, viene accusato ingiustamente di pedofilia, tramite una serie di calunnie diffuse on line da uno della banda, che rischiano di compromettere il suo operato.
Claudio è un attore famoso che stava sostenendo pubblicamente le iniziative del sacerdote, ma si tira indietro dopo queste accuse: rivelerà la sua vera natura di tossicodipendente dedito alla cocaina, e sotto l’effetto della droga userà violenza a Giada, una sua ammiratrice che era riuscita a conoscerlo e incontrarlo in albergo: costei, fidanzata con uno dei ragazzi della banda, non si voleva concedere a lui, perché sognava una prima volta più romantica, idealizzando così l’identità pubblica dell’attore stesso di cui era invaghita. Allo stupro subìto per opera di Claudio si aggiunge anche una violenza di gruppo organizzata proprio dal suo ragazzo che la consegna letteralmente a tre dei suoi amici.
Giorgio, un ricco imprenditore padre di un altro dei ragazzi, sperpera i suoi averi a causa del suo vizio per il gioco d'azzardo on line, fino a morirne di crepacuore, giusto qualche istante prima di vincere la somma necessaria per azzerare ogni suo debito.
Nancy, attratta dai soldi facili, decide di prostituirsi, tramite un sito internet, con altre due amiche minorenni filmando i clienti stessi per poi ricattarli con richieste di denaro. L’organizzazione sarà poi smascherata anche attraverso i sospetti di suo padre tassista.
Infine Sandro, uno della banda, a cui si unisce per paura di essere bullizzato (forse per una sua latente omosessualità), è l’esperto informatico del gruppo, che lo sfrutta per hackerare i conti correnti dei loro genitori e soprattutto per filmare le loro bravate: individuata una coppia omosessuale che si era appartata, gli altri ragazzi pestano i due e li portano in ospedale, dove uno dei due muore. Tra un'impresa criminale e l'altra, si dedica ad aiutare un suo giovanissimo cugino malato a trovare on line un donatore compatibile di midollo osseo. Dopo la violenza compiuta su Giada, Sandro, invece di postare sui social il video da lui realizzato, lo consegna in Questura e denuncia gli altri ragazzi. In seguito cancellerà le scritte infamanti sui muri della parrocchia di don Luciano, che sarà scagionato. Nel frattempo anche Claudio viene arrestato, dopo la denuncia fatta dalla sua fidanzata Arianna quando, usando di nascosto il suo smartphone, scopre immagini e video di altre giovani sue vittime, e aiuta infine Giada ad iniziare un cammino di recupero psicologico.

## Distribuzione
Il film è stato distribuito nelle sale da The Space Cinema in collaborazione con A.C Production Srl, a partire dal 28 aprile 2016. Il film è stato presentato alla 72ª Mostra del Cinema di Venezia giovedì 10 settembre 2015. La prima ufficiale si è svolta sabato 14 novembre 2015 presso il palazzo della Gran Guardia di Verona. La conferenza stampa si è svolta a Roma la mattina di mercoledì 20 aprile 2016 presso la Casa del cinema, mentre la prima nazionale si è svolta a Roma la sera di mercoledì 20 aprile 2016 presso il Cinema Adriano. Il DVD è uscito il 12 febbraio 2017 ed è stato distribuito da Twelve Entertainment.

## Riconoscimenti
- 2015 Log To Green Movie Award alla 72ª Mostra internazionale d'arte cinematografica di Venezia
- 2016 Grifo d'Oro alla seconda edizione del Love Film Festival di Perugia
- 2016 Premio Apoximeno come miglior film dell'anno